# Суспільна журналістика
Суспільна журналістика — це модель ЗМІ, що складається з гібриду професійної журналістики, вкладу автора та контенту читача. Це схоже на відкриту платформу, таку як Twitter і WordPress.com, хіба що більшість контенту теж створені і/або відібрані професійними журналістами. Прикладами також слугують Forbes.com, Medium, BuzzFeed та Gawker. Модель журналістики, яку в деяких випадках спровокувала щомісячна аудиторія в десятки мільйонів, обговорювалась як один із способів професійної журналістики, що може прийти на зміну традиційної журналістики.

### «Platishing»
Джонатан Глік, генеральний директор Sulia, сказав, що модель видавця як платформи (які він називає «platisher») знаходиться на підйомі. Гліка приводить прикладами Medium (від співзасновниів Twitter Евана Вільямса і Біза Стоуна), Vox Media, Sulia, Skift, First Look Media (за підтримки засновника eBay П'єра Омідьяра) і BuzzFeed. 12 березня 2014, Марк Літл, генеральний директор Storyful.com, запропонував «10 принципів, які дають силу суспільній журналістиці», в тому числі «користувальницький контент регулюється тим же правовим та етичним кодексом, як і будь-який інший контент» і «Валюта соціальної журналістики це достовірність, а не авторитет. Ми не фахівці в кожній темі».
В інтерв'ю The New York Times, редактор The Guardian Алан Ресбріджер заявив, що The Guardian був у процесі перетворення на платформу видавця. «Протягом багатьох років, новинні організації мали квазі-монополію на інформацію, просто тому, що у нас були кошти. Я думаю, якщо як журналіст Ви не цікавитесь тим, що було створено людьми, які не є професійними журналістами, тоді ви пропускаєте дуже багато», — сказав він.

### Нові правила
Вже 1 квітня 2014 року, в колонці на тему «Суспільна журналістика та відкриті платформи це — нова норма — тепер ми повинні змусити їх працювати» Метью Інгрем запитав «як засобам масової інформації використати переваги цього явища, але не втратити власну манеру?» і приступив до розгляду запропонованих правил для суспільної журналістики. Їх, в свою чергу, запропонував колишній президент FastCompany.com — Ед Суссман. Інгрем узагальнив пропозиції Суссмана, в тому числі чітко позначаючи типи платників (наприклад, внесок гостя, читацький внесок); розробки керівних принципів, таких як конфлікт інтересів, що плакати повинні узгоджуватись, перш ніж відправляти; надання Вікі-подібних засобів для поліпшення суспільного змісту; видалення слабких або сумнівних матеріалів через кураторів або за допомогою спеціальних алгоритмів.

### Перші засвоювачі
Однією з перших платформ «суспільної журналістики» у великій медіа-компанії була FastCompany.com в 2008 році. Після того як платформу запустили, в перші шість місяців на FastCompany.com підписалися 2,000 блогерів і 50 000 користувачів. «FastCompany — це перша, але не остання компанія, яка інтегрувала більшість своїх сайтів як соціальна спільнота», — написав аналітик ЗМІ Єремія Ов'янг. Після того, як Ед Суссман покинув сайт, Редакція журналу FastCompany повернулася до стандартного сайту журналістики.